# Kastoria (unità periferica)
L'unità periferica di Kastoria (in greco Περιφερειακή ενότητα Καστοριάς?) è una delle 4 unità periferiche in cui è divisa la periferia della Macedonia Occidentale. Il capoluogo è la città di Kastoria.
È situata all'estremità occidentale della Macedonia greca al confine con l'Albania; confina con le altre prefetture di Florina a nordest, Kozani ad est, Grevena a sud e Giannina a sudovest.

## Prefettura
Kastoria era una prefettura della Grecia, abolita a partire dal 1º gennaio 2011 a seguito dell'entrata in vigore della riforma amministrativa detta piano Kallikratis
La riforma amministrativa ha anche modificato la struttura dei comuni che ora si presenta come nella seguente tabella:
| Nuovo comune | Vecchio comune  | Sede           |
| ------------ | --------------- | -------------- |
| Kastoria     | Kastoria        | Kastoria       |
| Kastoria     | Agia Triada     | Kastoria       |
| Kastoria     | Agioi Anargyroi | Kastoria       |
| Kastoria     | Vitsi           | Kastoria       |
| Kastoria     | Kastraki        | Kastoria       |
| Kastoria     | Kleisoura       | Kastoria       |
| Kastoria     | Korestia        | Kastoria       |
| Kastoria     | Makednoi        | Kastoria       |
| Kastoria     | Mesopotamia     | Kastoria       |
| Nestorio     | Nestorio        | Nestorio       |
| Nestorio     | Akrites         | Nestorio       |
| Nestorio     | Arrenes         | Nestorio       |
| Nestorio     | Gramos          | Nestorio       |
| Orestida     | Orestida        | Argos Orestiko |
| Orestida     | Ion Dragoumis   | Argos Orestiko |

## Precedente suddivisione amministrativa
Dal 1997, con l'attuazione della riforma Kapodistrias, la prefettura di Kastoria era suddivisa in dodici comuni e tre comunità.
| comuni          | codice YPES | capoluogo (se diverso) | codice postale | prefisso tel. |
| --------------- | ----------- | ---------------------- | -------------- | ------------- |
| Agia Triada     | 2501        | Maniakoi               | 521 00         | 24670-81      |
| Agioi Anargyroi | 2502        | Korisos                | 520 52         | 24670-51      |
| Akrites         | 2503        | Dipotamia              | 520 58         | 24670-91      |
| Ion Dragoumis   | 2508        | Vogatsiko              | 520 53         | 24670-95      |
| Kastoria        | 2509        |                        | 521 00         | 24670-2/-3    |
| Kleisoura       | 2511        |                        | 520 54         | 24670-94      |
| Korestia        | 2512        | Makrochori             | 520 55         | 24670-84      |
| Makednoi        | 2513        | Mavrochori             | 520 56         | 24670-74      |
| Mesopotamia     | 2504        |                        | 520 58         | 24670-91      |
| Nestorio        | 2514        |                        | 520 51         | 24670-31      |
| Orestida        | 2515        | Argos Orestiko         | 522 00         | 24670-2       |
| Vitsi           | 2506        |                        | 520 59         | 24670-72      |
| comunità        | codice YPES | capoluogo (se diverso) | codice postale | prefisso tel. |
| Arrenes         | 2505        | Eptachori              | 500 07         | 24670-72      |
| Gramos          | 2507        |                        | 522 00         | 24670-42      |
| Kastraki        | 2510        | Ieropigi               | 520 50         | 24670-86      |